# Thomas L. Viernau
Thomas L. Viernau (wirklicher Name ist Thomas Lünser) (* 1963 in Suhl) ist ein deutscher Autor, Maler und Grafiker, der unter seinem Pseudonym Kriminalromane veröffentlicht.

## Leben und Werk
Thomas Lünser studierte nach dem Abitur und dem Wehrdienst in der Nationalen Volksarmee der DDR zunächst Wirtschaftswissenschaften an der Hochschule in Karlshorst. Ab 1981 studierte er Malerei und Graphik am Volkskunststudio „Otto Nagel“ in Friedrichshain bei Knut N. Firchau, Wolfram Petri und Detlef Olschewski. 1983 hatte er seine erste Einzelausstellung und 1987 wurde er als Verdienter Volkskünstler der DDR ausgezeichnet. Nach der Wende arbeitete er als freischaffender Maler und Graphiker, schrieb Artikel für diverse Tageszeitungen und hatte wechselnde Jobs in unterschiedlichen Geschäftsfeldern. Ab 2019 schreibt er unter dem Pseudonym Thomas L. Viernau Kriminalromane. Lünser lebt und arbeitet in Berlin.

### Literarisches Werk
Bei seinen Werken lässt er den Kriminalisten Theo Lindtdorf Fälle lösen. Die Buchreihe startete 2019. Viernau veröffentlicht seit 2012 Krimis. Vorher war er Teehändler, was sich auch in seinem Illustrationswerk Reisen zum Tee aus dem Jahr 2003 niedergeschlagen hat, das er unter seinem Klarnamen veröffentlichte. Er veröffentlicht außerdem Kriminalromane, Reisebücher u. a., die er selbst illustriert, unter seinem Klarnamen.

## Werke (Auswahl)
Unter Pseudonym Thomas L. Viernau:
- Todesluft, XOXO Verlag, Bremen 2019.
- Nixentod, XOXO Verlag, Bremen 2020.
- Kranichtod, XOXO Verlag, Bremen 2020.
- Krähwinkeltod, XOXO Verlag, Bremen 2020.
- Arkadiertod,  XOXO Verlag, Bremen 2020.
- Ludowingerblut, XOXO Verlag, Bremen 2021.
- Limettengelee,  XOXO Verlag, Bremen 2021.
- Schlangenkönig, XOXO Verlag, Asendorf 2024.
- Fischgeflüster, XOXO Verlag, Asendorf 2024.
- Blauschnabel, XOXO Verlag, Asendorf 2024.

Unter Klarnamen Thomas Lünser:
- Das Oderland, XOXO Verlag, Bremen 2019.
- Fünf Schlösser, XOXO Verlag, Bremen 2019.
- Die Farben Brandenburgs, XOXO Verlag, Bremen 2019.
- Das verschwundene Berlin, XOXO Verlag, Asendorf 2024.

## Ausstellungen
- 2019: Auf den Spuren Fontanes Malerei und Grafik aus Brandenburg von Thomas Lünsen und Bronzeplastiken von Angelika Bunke. Rathausgalerie Hoppegarten[4]